# Nybøl (gmina Sønderborg)
Nybøl – miasto w Danii, w regionie Dania Południowa, w gminie Sønderborg.